# Кузьминка (приток Томи)
Кузьминка — река в России, протекает по Томскому району Томской области. Устье реки находится в 115 км по левому берегу реки Томь. Длина реки составляет 20 км. В 1,5 км от устья пересекает автодорогу Р255.

## Данные водного реестра
По данным государственного водного реестра России относится к Верхнеобскому бассейновому округу, водохозяйственный участок реки — Томь от города Кемерово и до устья, речной подбассейн реки — Томь. Речной бассейн реки — (Верхняя) Обь до впадения Иртыша.